# Linnaemya setulosa
Linnaemya setulosa là một loài ruồi trong họ Tachinidae.